# به خود بالیدن
به خود بالیدن یا احساس رضایت درونی (انگلیسی: Pride) این لفظ مترادف، صلف، افتخار، تیه و عجب و غرور و معنی این الفاظ همه نزدیک به هم است.

## عجب و غرور
صفتی است که به موجب آن انسان خود را مستحق مقامی بداند که مستحق آن نیست.

## صلف
تکبر توأم با سنگینی روح است.

## افتخار
مباهات کردن به اشیائی که خارج از وجود ماست.

## تیه
معنی تیه نیز نزدیک عجب است. فرق آن در این است که صاحب عجب ظن مربوط به خود را تکذیب می‌کند و صاحب تیه دیگران را تکذیب می‌کند نه خود را.

## غرور
معنی غرور نزدیک به معنی تیه است.

## فرق غرور و عجب
صاحب عجب نسبت به فضایلی که در مورد خود گمان می‌برد دل خوش است و کاری به نظر دیگران در مورد فضایل خود ندارد در حالی که شخص مغرور اهل تظاهر است و می‌خواهد خود را به دیگران بنمایاند، به طوری که شگفت‌زدگی مردم در مورد او مایه شادمانی او است.

## ابن مسکویه
عجب، ظن کاذبی است در مورد خود برای استحقاقی که شایسته آن نیست.

## اگوست کنت
عجب همراه حب سیطره است.

## از دست دادن خود مهم بینی

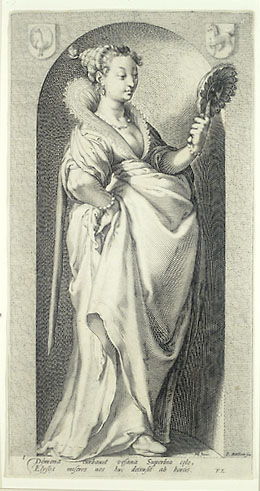
"غرور، از هفت گناه مرگبار" نوشته Jacob Matham. 1592.

خود مهم بینی بزرگ‌ترین دشمن و مکافات نوع بشراست. انرژی ما برای ابقای اهمیت شخصیمان هدر می‌رود. بهترین مثال در این مورد، نگرانی بی حد و حصر ما دربارهٔ ظاهرمان و نیز در این پرسش است که آیا تحسین می‌شویم یا نه، دوستمان دارند یا نه و مورد پذیرش هستیم یا نیستیم. اگر قادر باشیم قدری از اهمیت خویش را از دست بدهیم دو اتفاق خارق‌العاده روی خواهد داد:
۱- انرژیمان را از تلاش در راه ابقای اندیشه فریبنده عظمت خویش آزاد می‌سازیم.
۲- به اندازه کافی انرژی فراهم می‌آوریم تا نیم نگاهی به عظمت واقعی عالم وجود بیندازیم.